# Mendu
Mendu là một thị xã và là một nagar panchayat của quận Hathras thuộc bang Uttar Pradesh, Ấn Độ.

## Nhân khẩu
Theo điều tra dân số năm 2001 của Ấn Độ, Mendu có dân số 12.001 người. Phái nam chiếm 54% tổng số dân và phái nữ chiếm 46%. Mendu có tỷ lệ 47% biết đọc biết viết, thấp hơn tỷ lệ trung bình toàn quốc là 59,5%: tỷ lệ cho phái nam là 57%, và tỷ lệ cho phái nữ là 34%. Tại Mendu, 19% dân số nhỏ hơn 6 tuổi.